# Roberto Telch
Roberto Marcelo Telch (ur. 6 listopada 1943 w San Vicente, zm. 12 października 2014 w Buenos Aires) – argentyński piłkarz i trener piłkarski, podczas kariery grał na pozycji środkowego pomocnika.

## Kariera klubowa
Roberto Telch rozpoczął karierę w klubie San Lorenzo de Almagro w 1962. W lidze argentyńskiej zadebiutował 9 września 1962 w wygranym 3-2 meczu z Ferro Carril Oeste. Z San Lorenzo czterokrotnie zdobył mistrzostwo Argentyny: Metropolitano 1968, Metropolitano 1972, Nacional 1972 oraz Nacional 1974. W barwach San Lorenzo rozegrał 413 meczów, w których 25 bramek. W historii San Lorenzo zajmuje drugie miejsce za Sergio Villarem pod względem występów.
W 1973 przeszedł do Uniónu Santa Fe i występował w nim przez kolejne 4 lata. Karierę zakończył w lokalnym rywalu z Santa Fe – Colónu Santa Fe w 1980. Ogółem w latach 1962-1980 rozegrał w lidze argentyńskiej 630 meczów, w których strzelił 27 bramek. Pod względem występów w lidze argentyńskiej zajmuje trzecie miejsce w historii za Hugo Gattim i Ricardo Bochinim.
| Sezon | Klub                   | Kraj      | Rozgrywki        | Mecze | Bramki |
| ----- | ---------------------- | --------- | ---------------- | ----- | ------ |
| 1962  | San Lorenzo de Almagro | Argentyna | Primera División | 3     | 0      |
| 1963  | San Lorenzo de Almagro | Argentyna | Primera División | 19    | 3      |
| 1964  | San Lorenzo de Almagro | Argentyna | Primera División | 29    | 2      |
| 1965  | San Lorenzo de Almagro | Argentyna | Primera División | 32    | 1      |
| 1966  | San Lorenzo de Almagro | Argentyna | Primera División | 34    | 2      |
| 1967  | San Lorenzo de Almagro | Argentyna | Primera División | 25    | 0      |
| 1968  | San Lorenzo de Almagro | Argentyna | Primera División | 33    | 2      |
| 1969  | San Lorenzo de Almagro | Argentyna | Primera División | 30    | 2      |
| 1970  | San Lorenzo de Almagro | Argentyna | Primera División | 38    | 4      |
| 1971  | San Lorenzo de Almagro | Argentyna | Primera División | 43    | 4      |
| 1972  | San Lorenzo de Almagro | Argentyna | Primera División | 32    | 5      |
| 1973  | San Lorenzo de Almagro | Argentyna | Primera División | 39    | 2      |
| 1974  | San Lorenzo de Almagro | Argentyna | Primera División | 29    | 0      |
| 1975  | San Lorenzo de Almagro | Argentyna | Primera División | 35    | 0      |
| 1976  | Unión Santa Fe         | Argentyna | Primera División | 50    | 0      |
| 1977  | Unión Santa Fe         | Argentyna | Primera División | 50    | 1      |
| 1978  | Unión Santa Fe         | Argentyna | Primera División | 51    | 0      |
| 1979  | Unión Santa Fe         | Argentyna | Primera División | 33    | 0      |
| 1980  | CA Colón               | Argentyna | Primera División | 29    | 0      |

## Kariera reprezentacyjna
W reprezentacji Argentyny Telch zadebiutował w 1964. W 1974 został powołany na mistrzostwa świata. Na mundialu w RFN Telch wystąpił w pięciu meczach z: Polską, Włochami, Haiti, Holandią i NRD. Ogółem w barwach albicelestes wystąpił w 24 meczach, w których strzelił 2 bramki.

## Kariera trenerska
Jeszcze przed zakończeniem kariery piłkarskiej Telch został trenerem. Prowadził kilka klubów z niższych klas rozgrywkowych. Najbardziej znanym klubem prowadzonym przez Telcha był drugoligowy wówczas CA Banfield.